# 沐川長官司
沐川長官司，在四川省屏山縣西南一百三十里。元至元中與馬湖路同置，長官文氏世襲。
沐川長官司，其先於明時受封，賜姓悅。順治九年，土司悅嶢瞻歸附，沐川原為屏山之一鄉，因沐水而得名。同治七年，悅紹裔絕嗣，土司遂廢。